# جورج جنكينز
جورج جنكينز (1 سبتمبر 1904 في المملكة المتحدة - 1 يناير 1985 بغلاسكو في المملكة المتحدة) هو لاعب كرة قدم كندي في مركز حراسة المرمى. لعب مع نادي رينجرز ونادي كيلمارنوك وهاميلتون أكاديميكال وIndiana Flooring ‏.